# Msuata
Msuata (ou Msouata, Mswata, Suata) en République démocratique du Congo fut une station de l'Association internationale africaine sur le fleuve Congo, dans l'actuel Bandundu.
Coordonnées : 3° 23′ 00″ S, 16° 11′ 00″ E